# Mor Kuryakos kerk (Enschede)
De Mor Kuryakos kerk ook wel Sint Kuryakoskerk genoemd is een Syrisch-Orthodox kerkgebouw in de wijk Wesselerbrink in Enschede, Nederland. De kerk is gewijd aan de jonge martelaar en heilige Mor Kuryakos, en maakt deel uit van de Syrisch-Orthodoxe Kerk van Antiochië.

## Geschiedenis
In 1996 telde de Aramese gemeenschap in Enschede ongeveer 700 Syrisch-Orthodoxe gezinnen. Tot die tijd waren zij allemaal aangesloten bij de Mor Yakub d'Sarugh-kerk aan de Tromplaan. Door een toenemende immigratie van, werd deze gemeenschap echter te groot geworden voor één pastoor en één kerk. Omdat een groot deel van de Syrisch-Orthodoxe christenen in de zuidelijke wijken van Enschede woonde (Wesselerbrink, Helmerhoek en Stroinkslanden), werd besloten daar een nieuwe kerk te bouwen.
De bouw van de nieuwe kerk begon na een voorbereiding van ongeveer twee jaar, en in 1998 werd de Mor Kuryakos kerk ingewijd. Sindsdien functioneert de kerk als spiritueel centrum voor circa 550 gezinnen, oftewel ongeveer 2500 Syrisch-Orthodoxe christenen in de regio (stand augustus 2007).
De gemeenschap staat onder leiding van Abuna Samuel Esen, afkomstig uit het dorp Mzizach in de regio Tur Abdin, Zuidoost-Turkije.

## Mor Kuryakos
De kerk is genoemd naar de heilige Mor Kuryakos, de jongste martelaar van de Syrisch-Orthodoxe Kerk van Antiochië. Mor Kuryakos leefde in de derde eeuw na Christus en was nog maar drie jaar oud toen hij samen met zijn moeder Yulithi de marteldood stierf in de stad Tarsus, omdat zij weigerden afgoden te vereren tijdens de vervolgingen onder keizer Diocletianus.